# 柳亦春
柳亦春（1969年11月—）是中国建筑师，生於山东省海阳市，现居中国上海。柳亦春1991年獲得同濟大學建築系學士學位，同年就職於廣州市建築院。1997年獲得同濟大學建築學碩士學位。 1997年至2000年期間柳亦春是同濟大學建築設計研究院的主任建築師。2001年与其他人一同創辦大舍建筑設計事务所。他是龙美术馆西岸馆以及艺仓美术馆的設計師以及民生码头八万吨筒仓的改造師。